# Carl Adolf af Lefrén
Carl Adolf af Lefrén, född 16 maj 1779 i Åbo, död 5 januari 1844 i Björneborg, var en svensk militär.
Lefrén studerade först juridik vid Åbo universitet, men ingick 1797 som underofficer vid Åbo läns lätta infanteribataljon och erhöll sin första officerfullmakt 1801 som fänrik vid Tavastehus regemente. Han förflyttades senare till Livregementets värvade lätta infanteribataljon, och blev 1803 sekundlöjtnant.
År 1808 deltog Lefrén i Eberhard von Vegesack, Albrekt von Lantinghausen och Gustaf Olof Lagerbrings landstigningsförsök i västra Finland och befordrades 1809 till premierlöjtnant. Sedan han sistnämnda år fått fullmakt som kapten i armén och belönats med guldmedaljen för tapperhet i fält, befordrades han 1815 till kapten vid andra livgardet, och 1816 till major vid generalstaben. Han adlades 1818 med namnet af Lefrén, och utnämndes 1820 till överstelöjtnant i generalstaben och fick 1827 fullmakt som överste i armén. År 1829 tog han avsked ur krigstjänsten. 
Carl Adolf af Lefrén var son till Lars Olofsson Lefrén och hans hustru Johanna Elisabeth Leijonancker. Han var bror till Johan Peter Lefrén. af Lefrén var gift första gången från 1818 med Anna Sofia Elisabet Gyllenbögel och andra gången från 1824 med Margareta Sofia Frenckell. Han slöt själv sin adliga ätt.

## Utmärkelser
- Riddare av Svärdsorden, 7 augusti 1809